# Rebelión de las Mantillas

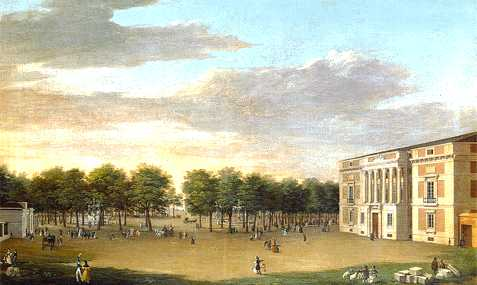
Vista del Paseo del Salón del Prado, donde tuvieron lugar los acontecimientos, en una imagen de principios del.

Se conoce como la rebelión de las Mantillas a una serie de manifestaciones pacíficas protagonizadas por mujeres pertenecientes a la aristocracia madrileña, ataviadas con mantilla española y lideradas por la influyente princesa Sofía Troubetzkoy, cuyo fin fue el de mostrar el españolismo y apoyo del pueblo madrileño a la Casa de Borbón (representada por el príncipe Alfonso y su madre Isabel II) frente a Amadeo de Saboya y su esposa María Victoria dal Pozzo, recién llegada a España. 
Estos acontecimientos tuvieron lugar los días 20, 21 y 22 de marzo de 1871 en el Paseo del Prado, donde la sociedad madrileña acudía diariamente en sus carruajes al llegar la tarde, actividad a la que se incorporó la nueva reina de manera inmediata. 
Tras las tres muestras de rechazo hacia los nuevos reyes, María Victoria se interesó por el uso de la mantilla, y cuando sus partidarios descubrieron el motivo de ello, intentaron ridiculizar a las damas que habían participado, haciendo una imitación de sus paseos utilizando prostitutas para ello.

## Antecedentes del suceso
La Constitución española de 1869 proclamada bajo el gobierno provisional de Francisco Serrano, subió al trono de España a Amadeo de Saboya, hijo de Víctor Manuel II de Italia, pero el apoyo al príncipe Alfonso, exiliado junto a su madre Isabel II era importante en Madrid. A nivel político contaba con Antonio Cánovas del Castillo, mientras que en el social y económico estaba presente el matrimonio de los duques de Sesto: José Osorio y Silva y su mujer la princesa Sofía Troubetzkoy, quienes buscaban cualquier ocasión para demostrar al nuevo rey los partidarios que aún tenía el príncipe.

## Preparativos de la rebelión

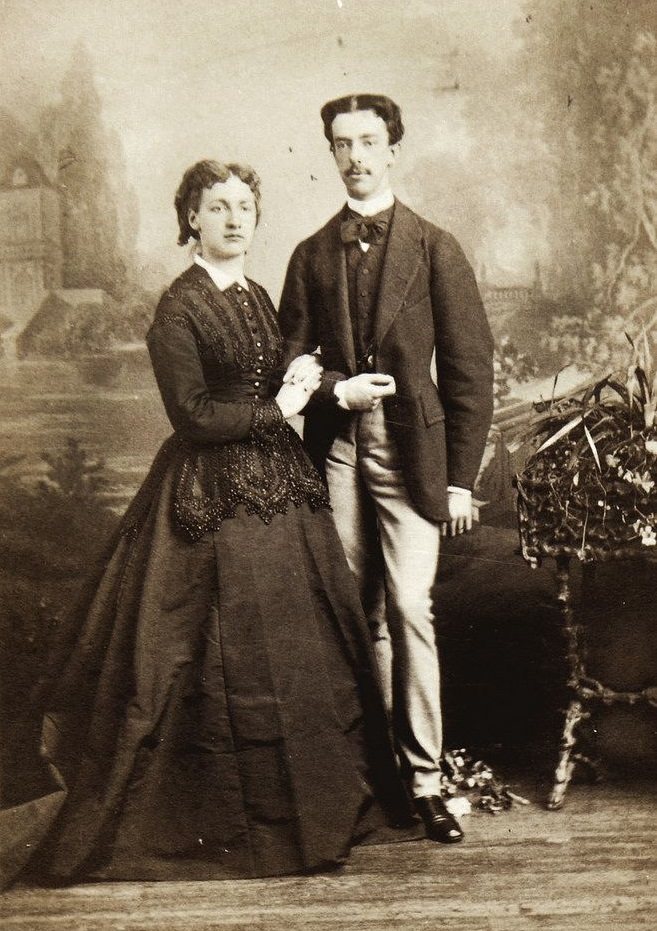
El rey Amadeo de Saboya y su mujer María Victoria del Pozzo.

Una de estas ocasiones se produjo la mañana del 19 de marzo de 1871, cuando el estruendo de los cañones anunció a la población la llegada de la nueva reina, María Victoria del Pozzo, esposa de Amadeo. Aquella tarde, por ser la festividad de San José, santo del duque de Sesto, muchos partidarios del príncipe Alfonso y amigos del duque acudieron a su palacio de Alcañices a felicitarle. 
Sofía pretendió aislar socialmente a la recién llegada reina, y aprovechó las visitas recibidas para comenzar con el rechazo. Para ello contó con algunas de sus amigas, entre las que se encontraban María de las Angustias de Arizcun y Heredia, condesa de Tilly y de Heredia-Spínola, y marquesa de Iturbieta; Cristina de Carvajal y Fernández de Córdoba, marquesa de Bedmar; Agripina de Mesa y Queralt, condesa de Castellar; Mercedes Méndez de Vigo y Osorio, condesa del Serrallo, y Josefa de Arteaga y Silva, marquesa de la Torrecilla. Juntas acordaron mostrar su españolismo contra los nuevos reyes en los habituales paseos de la tarde que las aristocráticas madrileñas acostumbraban a llevar a cabo por el Paseo del Prado, en los que lucían sus mejores joyas y vestidos.
La manera elegida para ello fue ponerse de acuerdo para que en vez de sombreros y tocados, todas luciesen mantilla, una prenda muy española que empezaba a caer en desuso, pero que sus abuelas habían vestido frecuentemente. Sofía animó a participar a todas las mujeres que pasaron por su palacio aquel día, y acercándose grupo a grupo, les dijo: «Mañana espero verla en el paseo con mantilla» o «Ruego le diga a su señora que en adelante iremos siempre de mantilla», y acordó con sus amigas que aquellas que tuviesen coche invitarían a más amigas que no lo tuviesen, con el fin de convocar al mayor número de damas.

## Tres concentraciones de damas
Sabiendo que sería la protagonista del día, Sofía salió de su palacio la tarde del 20 de marzo con sus mejores vestidos y joyas, y mandó enganchar al coche nuevo los mejores caballos. Fue acompañada de Mercedes y Belén, esta última mujer del marqués de Valmediano y ambas sobrinas de su marido, por ser hijas de Rafael Echagüe y Bermingham, gobernador de Puerto Rico y Filipinas, y de su mujer Mercedes Méndez de Vigo y Osorio, otra de las artífices de la rebelión.

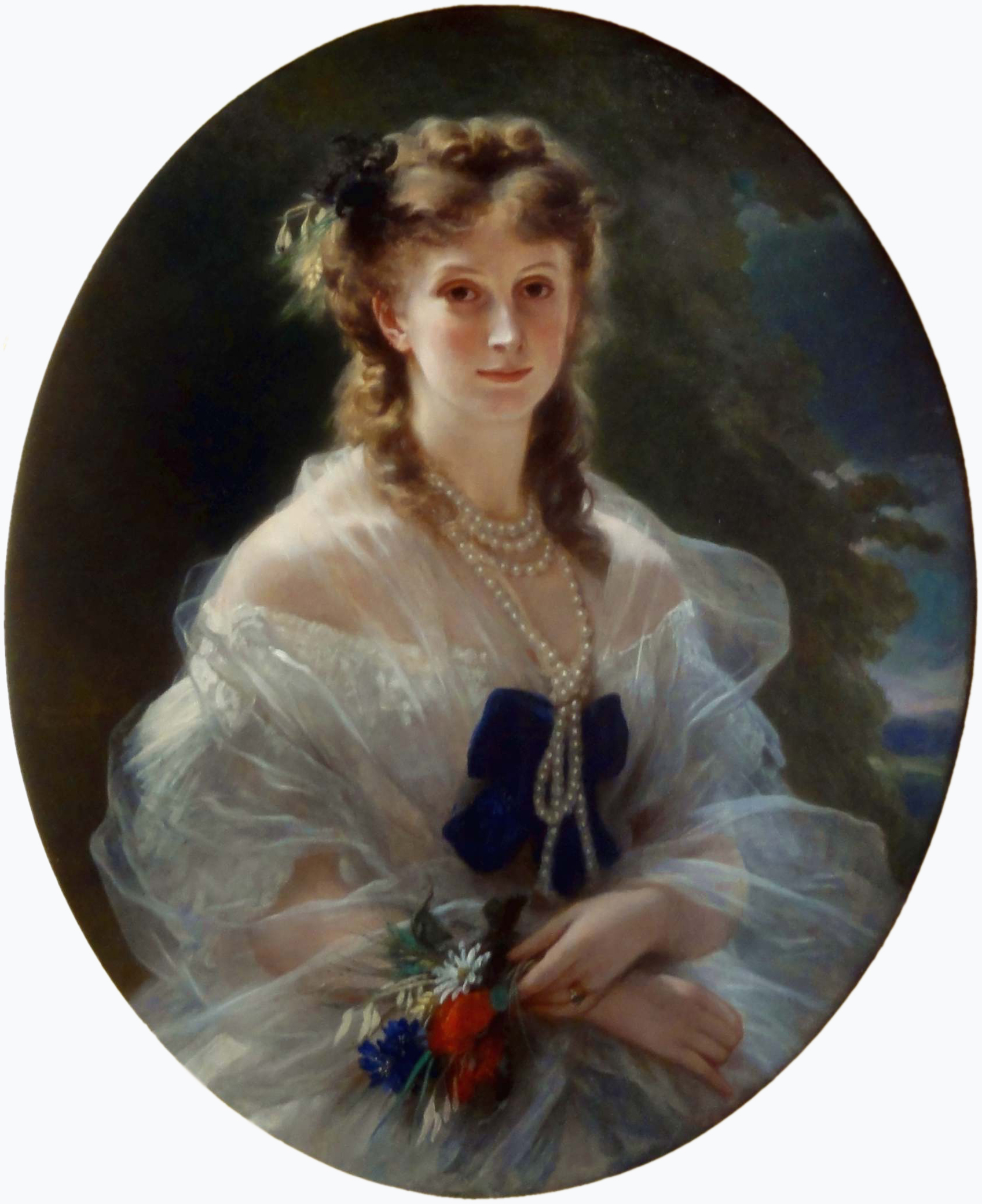
La princesa Sofía Troubetzkoy, líder de la rebelión.

Vestidas de negro, se habían colocado la mantilla blanca, sujeta con el alfiler de la flor de lis, emblema de los Borbones que Sofía popularizó entre las damas. Debido al mal tiempo, no encontraron a muchas mujeres en el paseo, por lo que tras haber llegado dos veces hasta la fuente de la Castellana, regresaron a casa. Al día siguiente volvieron de la misma forma al paseo, y encontraron multitud de carruajes, victorias, berlinas, landós y coches, y comprobaron cómo muchas damas habían cambiado el sombrero por la mantilla. Entre ellas se encontraba la reina María Victoria, acompañada del joven príncipe Manuel Filiberto, y las damas carlistas también hicieron su presencia, sujetando sus mantillas con margaritas, que hacían honor a la mujer de su pretendiente, Carlos María, llamada Margarita de Borbón-Parma.
Al día siguiente, una vez más Sofía y sus sobrinas repitieron el paseo con mantilla. Al salir del palacio, encontraron a una masa de curiosos agolpados a la puerta, en la calle de Alcalá, esperando su salida. Detrás de la duquesa llegaron al Paseo del Prado los reyes, que se sorprendieron al ver tantas damas con peineta y mantilla, tanto blancas como negras, de encajes de blonda y chantilly, e incluso alguna de terciopelo de tipo goyesco. La reina pensó que era costumbre primaveral usar mantilla, por lo que le dijo al rey: «Mañana vendré yo también con mantilla». Al enterarse del motivo de la nueva moda entre las damas, al día siguiente no acudió al paseo.
Sofía tampoco acudió como era costumbre, pues el duque de Sesto no se lo permitió al saber que habría disturbios. La Partida de la porra estaba al tanto de los sucesos acaecidos días atrás, y Manuel Ruiz Zorrilla, ministro de Fomento junto con Sagasta, ministro de Gobernación, planearon una farsa para ridiculizar a las damas participantes, en favor de la reina, quien se sintió humillada. El encargado de llevar a cabo la farsa fue Felipe Ducazcal y Lasheras, empresario de espectáculos, que junto a su hermano hicieron de cocheros, transportando a varias prostitutas ataviadas con mantilla en el interior de los vehículos; además, un tercer actor con sombrero de copa y grandes patillas postizas parodió al duque de Sesto.